# Lepus schlumbergeri
Lepus schlumbergeri — вид ссавців з родини зайцевих. Вид проживає в Марокко і можливо Мавританії. Таксон відділено від L. capensis.